# Aegean Airlines
Aegean Airlines S.A. (mã IATA = A3, mã ICAO = AEE) là hãng hàng không lớn nhất Hy Lạp về số lượng hành khách, số lượng máy bay và số địa điểm phục vụ và là thành viên của liên minh hàng không Star Alliance từ 2010. Hãng có các tuyến đường chở khách thường xuyên trong nước và quốc tế. Hãng có trụ sở ở Athens, căn cứ chính đặt ở Sân bay quốc tế Eleftherios Venizelos, Athens và 1 căn cứ khác ở Sân bay quốc tế Thessaloniki.

## Lịch sử
Hãng được thành lập năm 1987 dưới tên Aegean Aviation. Ban đầu hãng có dịch vụ chở khách VIP và máy bay cứu thương. Ngày 17.2.1992, hãng là hãng đầu tiên được cấp giấy phép hoạt động hàng không độc lập ở Hy Lạp. Năm 1994 Vasilakis Group mua hãng. Cuối tháng 5/1999 hãng đổi tên thành Aegean Airlines và bắt đầu mở các tuyến đường chở khách thường xuyên bằng 2 máy bay BAe 146/RJ100 mới toanh.
Năm 1999 Aegean Airlines mua hãng Air Greece. Tháng 3/2001 hãng thỏa thuận hợp nhất với Cronus Airlines, và tạm hoạt động dưới tên Aegean Cronus Airlines cho tới khi hoàn toàn hợp nhất. Từ năm 2005, hãng hợp tác với Lufthansa, tham gia chương trình hành khách Miles & More, và các chuyến bay của hãng mang mã LH của Lufthansa (ngoại trừ các chuyến bay mang mã A3). Tháng 3/2006, Aegean Airlines cũng thỏa thuận hợp tác với TAP Portugal.
Hiện nay, hãng do Laskaridis Group sở hữu 25.3%, Vassilakis Group 45.2%, B Konstantakopoulos 8.3%, D Ioannou 8.1%, G David 6.3% và Piraeus Bank 5.9%. Hãng hiện có 1.609 nhân viên (tháng 3/2007)
Năm 2009, Aegean Airlines bắt đầu các thỏa thuận liên danh với BMI, Brussels Airlines, Lufthansa và TAP Portugal. Ngày 26/5/2009, đơn đăng ký trở thành thành viên của Aegean Airlines đã được phê duyệt bởi Giám đốc điều hành của Star Alliance. Aegean gia nhập liên minh vào ngày 30/6/2010.
Ngày 26/1/2011, Ủy ban châu Âu đã ngăn chặn việc sáp nhập giữa hai hãng hàng không, với lý do chống cạnh tranh. Ủy ban tuyên bố rằng việc sáp nhập sẽ tạo ra "gần như độc quyền" trên thị trường vận tải hàng không của Hy Lạp, với việc hãng hàng không kết hợp kiểm soát hơn 90% thị trường vận tải hàng không nội địa của Hy Lạp. EC tiếp tục tuyên bố tin tưởng rằng việc sáp nhập sẽ dẫn đến giá vé cao hơn cho bốn trong số sáu triệu hành khách Hy Lạp và Châu Âu bay đến và đi từ Athens mỗi năm, không có triển vọng thực tế rằng một hãng hàng không mới có quy mô đủ lớn sẽ tham gia thị trường để hạn chế giá của hãng hàng không hợp nhất. Ngoài ra, ủy viên Joaquin Almunia tuyên bố rằng việc sáp nhập sẽ dẫn đến giá cả cao hơn và chất lượng dịch vụ thấp hơn cho người Hy Lạp và khách du lịch đi lại giữa Athens và các hòn đảo. Cả hai hãng đều đưa ra các biện pháp khắc phục nhằm giảm bớt lo ngại, mặc dù EU tin rằng các biện pháp này sẽ không đủ để bảo vệ khách du lịch một cách đầy đủ và giảm bớt lo ngại về cạnh tranh. Một trong những biện pháp khắc phục mà các hãng hàng không đưa ra bao gồm nhường chỗ cất cánh và hạ cánh tại các sân bay Hy Lạp, mặc dù ủy ban lưu ý rằng các sân bay Hy Lạp không gặp phải tình trạng tắc nghẽn như ở các sân bay Châu Âu khác trong các vụ sáp nhập hoặc liên minh hàng không trước đây.
Ngày 21/10/2012, Aegean Airlines thông báo rằng họ đã đạt được thỏa thuận mua lại Olympic Airlines, đang chờ sự chấp thuận của Ủy ban châu Âu. Ngày 23/4/2013, Ủy ban châu Âu đã ra thông cáo báo chí thông báo rằng họ đang bắt đầu một cuộc điều tra sâu về việc mua lại Olympic Airlines do Aegean Airlines đề xuất và thông báo rằng Ủy ban sẽ quyết định vào ngày 3/9/2013. Ngày 13/8/2013 đã được công bố trên các phương tiện truyền thông Hy Lạp rằng quyết định cuối cùng đã bị trì hoãn cho đến ngày 16/10/2013. Việc sáp nhập đã được Ủy ban châu Âu chấp thuận vào ngày 9/10/2013 với lý do "do cuộc khủng hoảng Hy Lạp đang diễn ra và tình hình tài chính rất khó khăn của Olympic, Olympic sẽ buộc phải rời thị trường sớm trong bất kỳ trường hợp nào".

## Các nơi đến

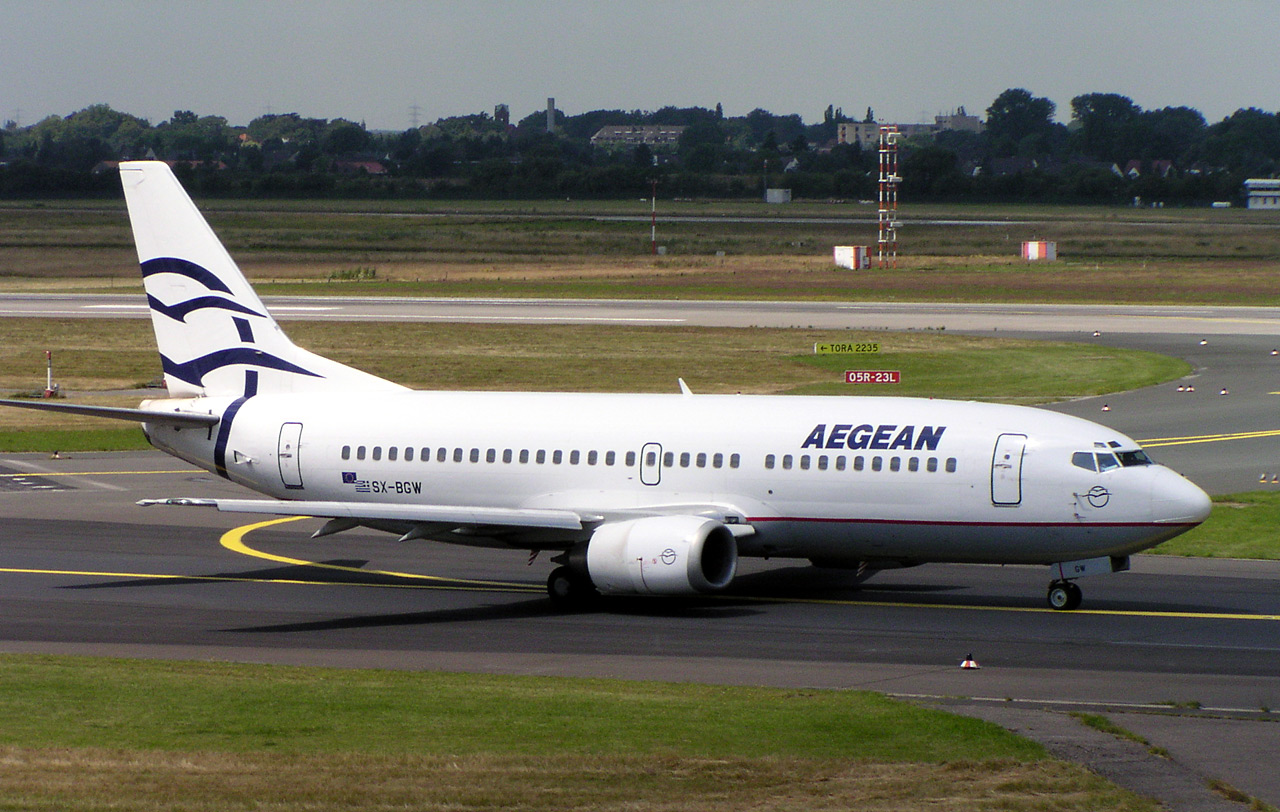
Máy bay Boeing 737-300 của Aegean Airlines ở Sân bay Düsseldorf (Đức)

(Tháng 2/2008):
- Hy Lạp
  - Alexandroupolis
  - Athens
  - Chania
  - Chios
  - Corfu
  - Heraklion
  - Ioannina
  - Kavala
  - Kefalonia
  - Kos
  - Lemnos
  - Mykonos
  - Mytilene
  - Rhodes
  - Samos
  - Santorini
  - Thessaloniki
- România
  - Bucharest
- Đức
  - Düsseldorf
  - Frankfurt
  - München
- Cộng hòa Síp
  - Larnaca
- Anh quốc
  - London
- Ý
  - Milano
  - Roma
- Bulgaria
  - Sofia
  - Stuttgart
- Albania
  - Tirana
- Ai Cập
  - Cairo

## Thỏa thuận liên danh
- airBaltic
- Air Canada
- Air Serbia
- Brussels Airlines
- Bulgaria Air
- EgyptAir
- Ethiopian Airlines
- Etihad Airways
- Hainan Airlines
- LOT Polish Airlines
- Lufthansa
- Oman Air
- Scandinavian Airlines
- S7 Airlines
- Singapore Airlines
- Swiss International Air Lines
- TAP Air Portugal
- TAROM
- Turkish Airlines
- Volotea

## Đội máy bay

### Đội bay đang hoạt động
Tính đến tháng 8/2021:
| Máy bay            | Đang vận hành | Đặt hàng | Hành khách (Thương Gia/Phổ thông) | Ghi chú                |
| ------------------ | ------------- | -------- | --------------------------------- | ---------------------- |
| Airbus A319-100    | 1             | —        | 144 (12/132)                      |                        |
| Airbus A320-232    | 30            | —        | 168 (12/156)                      |                        |
| Airbus A320-271neo | 5             | 31       | 180                               | Giao hàng đến năm 2025 |
| Airbus A321-231    | 10            | —        | 206                               |                        |
| Airbus A321neo ACF | 4             | 6        | 220                               |                        |
| Tổng cộng          | 50            | 37       |                                   |                        |

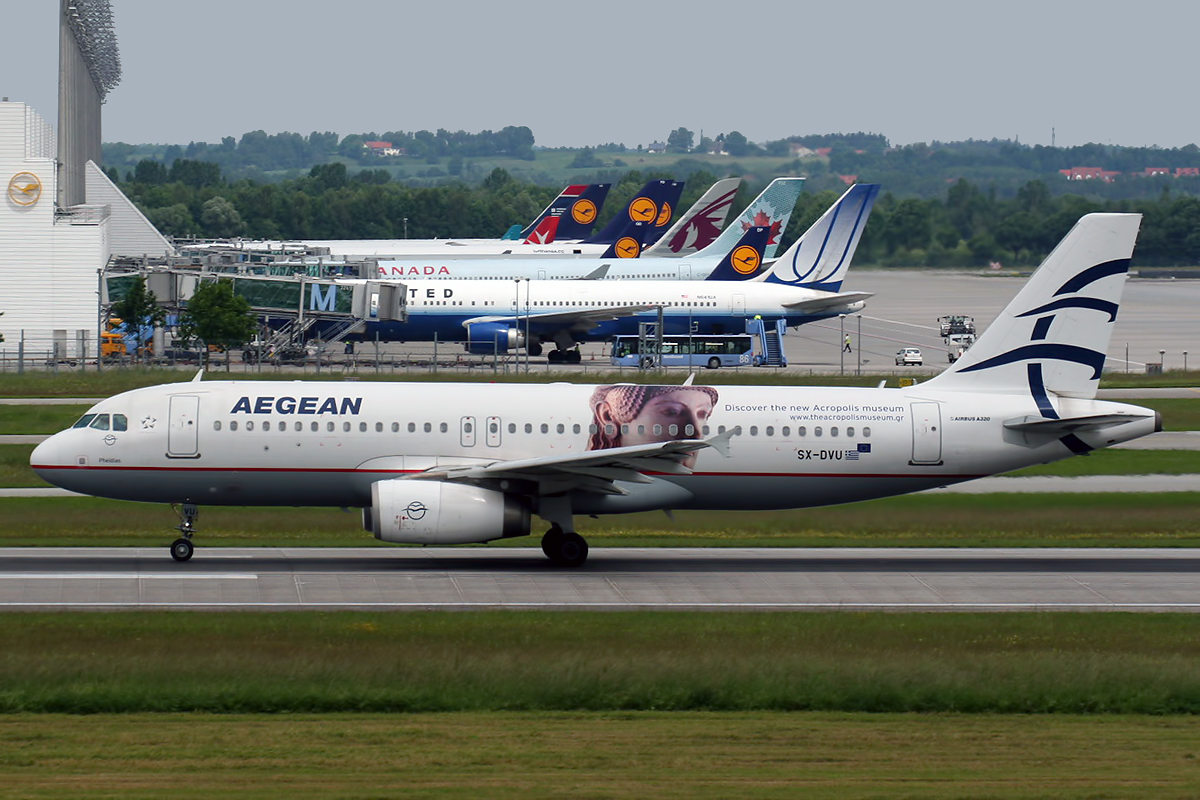
Airbus A320 Discover the new Acropolis museum

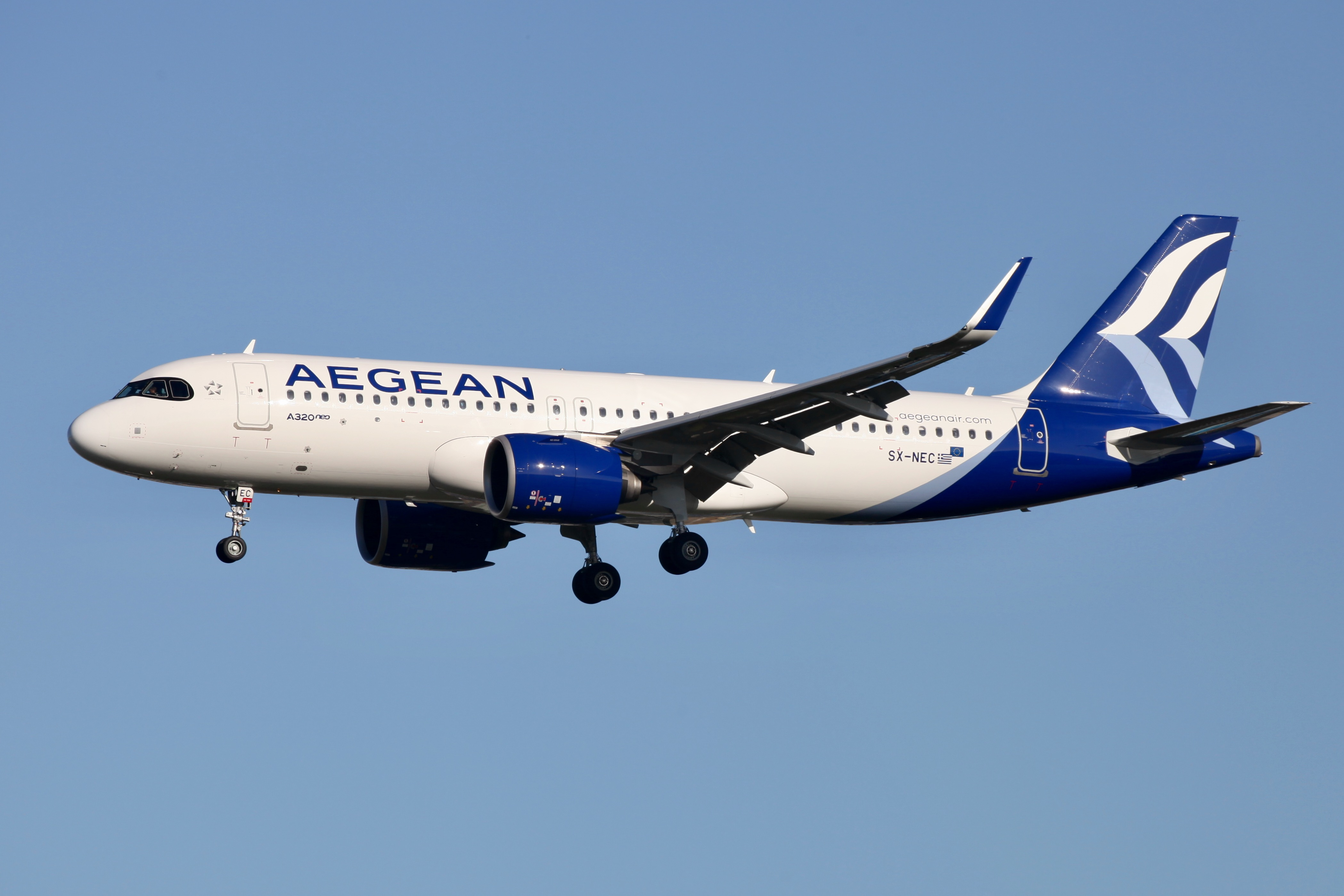
Airbus A320neo

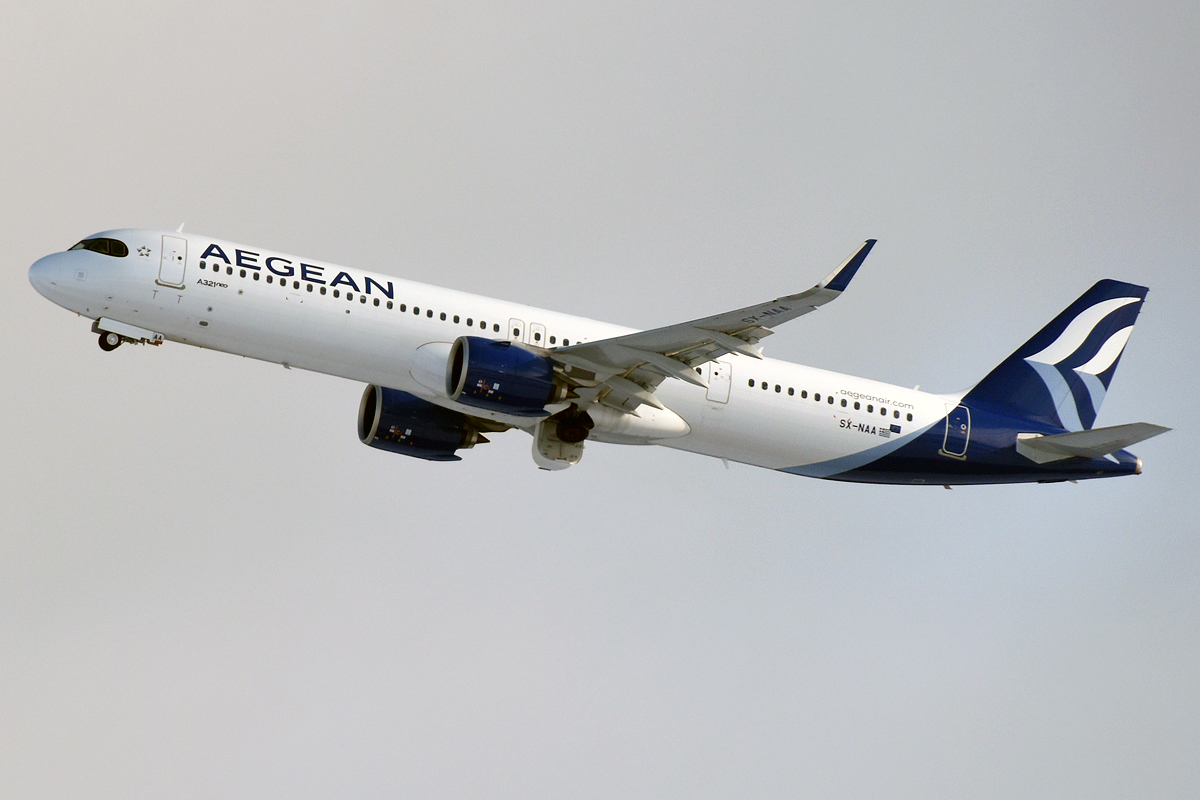
Airbus A321neo ACF

Ngoài đội bay trên, Aegean Airlines cũng khai thác Learjet 60. Chiếc máy bay này được sử dụng để cung cấp các dịch vụ VIP và du lịch điều hành, trên cơ sở chuyến bay không theo lịch trình.

### Đội bay ngừng hoạt động
- ATR 72-200
- ATR 72-500
- Boeing 737-300
- Boeing 737-400
- British Aerospace Avro RJ100

### Thương hiệu
Màu sơn chủ đạo trên thân máy bay là "Eurowhite", có một đường màu đỏ mỏng về phía phần dưới của thân máy bay. Trên đó, thân máy bay có màu trắng và có tên hãng hàng không, được viết bằng màu xanh lam đậm sử dụng loạt phông chữ đã đăng ký nhãn hiệu. Bên dưới vạch đỏ, thân máy bay được sơn màu xám. Logo Aegean Airlines, hai con chim mòng biển bay trước mặt trời, được đặc trưng trên đuôi máy bay. Bên cạnh phong cách bay tiêu chuẩn, Aegean Airlines sử dụng một số chương trình phi tiêu chuẩn.

## Đặt mua
Năm 2007, hãng đã đặt mua tổng cộng 25 máy bay Airbus A320 và Airbus A321 để thay thế các máy bay Boeing 737-300 và Boeing 737-400 cũ. Sau khi được giao hết vào năm 2009, Aegean Airlines sẽ là hãng hàng không có đội máy bay trẻ nhất Hy Lạp và là một trong các hãng có đội máy bay trẻ nhất châu Âu

## Phần thưởng
- Bronze Award: Hãng hàng không trong Năm - 2000/2001[4]
- Gold Award: Hãng hàng không trong Năm - 2004/2005[4]
- Silver Award: Hãng hàng không trong Năm - 2006/2007[1]